# ريكي سوبرز
ريكي سوبرز (بالإنجليزية: Ricky Sobers)‏ مواليد 15 يناير 1953 في ذا برونكس، هو لاعب كرة سلة أمريكي سابق. بدأ مسيرته الاحترافية في سنة 1975. تم اختياره من قبل فريق فينيكس صنز خلال الدرافت. يبلغ طوله 6 قدم 3 بوصة (1.9 م). اعتزل اللعب في 1986. أحرز خلال مسيرته في الإن بي إيه 10902 نقطة بمعدل 13.3 نقطة في المباراة الواحدة.

## المسيرة الاحترافية
لعب مع فينيكس صنز من سنة 1975 إلى 1977، ثم لعب مع إنديانا بايسرز من سنة 1977 إلى 1979، ثم لعب مع شيكاغو بولز من سنة 1979 إلى 1982، ثم لعب مع واشنطن ويزاردز من سنة 1982 إلى 1984، ثم لعب مع سياتل سوبرسونيكس من سنة 1984 إلى 1986.

## روابط خارجية
- ريكي سوبرز على موقع إن بي أي (الإنجليزية)
- ريكي سوبرز على موقع سبورتس رفرنس (الإنجليزية)
- ريكي سوبرز على موقع كلية كرة السلة في سبورتس رفرنس.كوم (الإنجليزية)
- ريكي سوبرز على موقع ريلجم (الإنجليزية)
- ريكي سوبرز على موقع بروبوليرز (الإنجليزية)